# Révész Sándor (album)
A Révész Sándor énekes-dalszerző 1985-ben megjelent első nagylemeze. Az album 1985-ben hanglemezen és kazettán került piacra, 1993-ban pedig CD-lemezen is megjelent a Hungaroton kiadásában. Az album munkálatain közreműködött Demjén Ferenc, Karácsony János és Presser Gábor is. Két dalhoz készült ekkoriban videóklip, a Nem tudtam, hogy így fáj illetve a Ne várd a hulló csillagot címűhöz, végül az albumra csak az előbbi dal került fel.

## Dallista
1. Nem tudtam, hogy így fáj [Sztevanovity Dusán/Presser]
2. Szól a dal [Révész]
3. Menekülés [Sztevanovity Dusán/Presser]
4. Én és a francia lány [Henko/Révész]
5. Én szeretlek [Demjén/Presser]
6. Itt a válasz [Demjén/Presser]
7. Sose repülj az angyalokkal [Sztevanovity Dusán/Presser]
8. A bolond [Révész]
9. Porto Morellos [Henko/Révész]
10. Vigyázz a madárra [Danek/Demjén]